# سماحی تریکی
سماحی تریکی (انگلیسی: Smahi Triki؛ زادهٔ ۱ اوت ۱۹۶۷) یک بازیکن فوتبال اهل مراکش بوده است.
وی در تیم ملی فوتبال مراکش ۲۱ بازی انجام داده است و عضو این تیم در جام جهانی فوتبال ۱۹۹۴ و ۱۹۹۸ بوده است.